# Basilika Mariä Heimsuchung (Għarb)

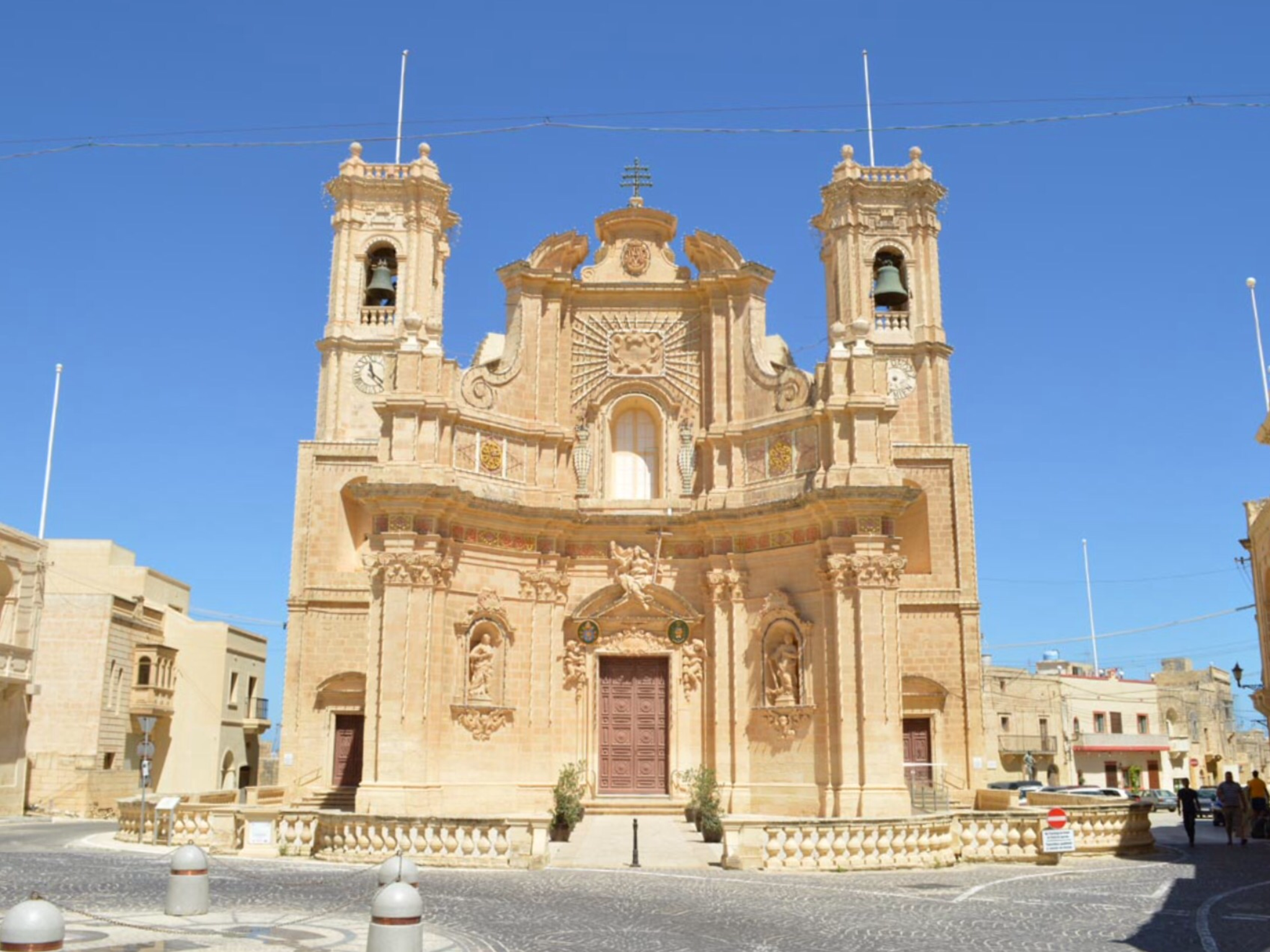
Fassade der Basilika

Die Basilika Mariä Heimsuchung (maltesisch Bażilika u Kolleġġjata tal-Viżitazzjoni) ist eine römisch-katholische Pfarr- und Kollegiatkirche in Għarb auf der Insel Gozo in Malta. Die Kirche im Bistum Gozo mit dem Patrozinium Mariä Heimsuchung ist der Gottesmutter Maria gewidmet und trägt den Titel einer Basilica minor.

## Geschichte
Għarb wurde am 29. August 1679 durch Bischof Michele Giovanni Molina zur selbstständigen Gemeinde. Sie wurde als zweite Pfarrei außerhalb von Victoria gegründet. Ihr erster Sitz war die noch bestehende Heimsuchungskapelle neben dem Dorffriedhof, im Volksmund auch taż-Żejt. 
Wegen der wachsenden Bevölkerung wurde der Bau einer größeren Kirche inmitten des Dorfes beschlossen. Diese heutige zwischen 1699 und 1729 errichtete und am 28. September 1755 geweihte Kirche wurde am 19. Mai 1774 zur zweiten Stiftskirche von Gozo. 
Ihre elegante Fassade wird mit der größeren Kirche Sant’Agnese in Agone von Francesco Borromini in Rom verglichen. An der Außenseite und im Inneren stehen schöne Skulpturen. Am 28. November 1967 wurde die Kirche durch Papst Paul VI. in den Rang einer Basilica minor erhoben. Das Kirchengebäude ist seit 2012 im Nationalen Inventar des Kulturguts der Maltesischen Inseln aufgeführt.